# Múli

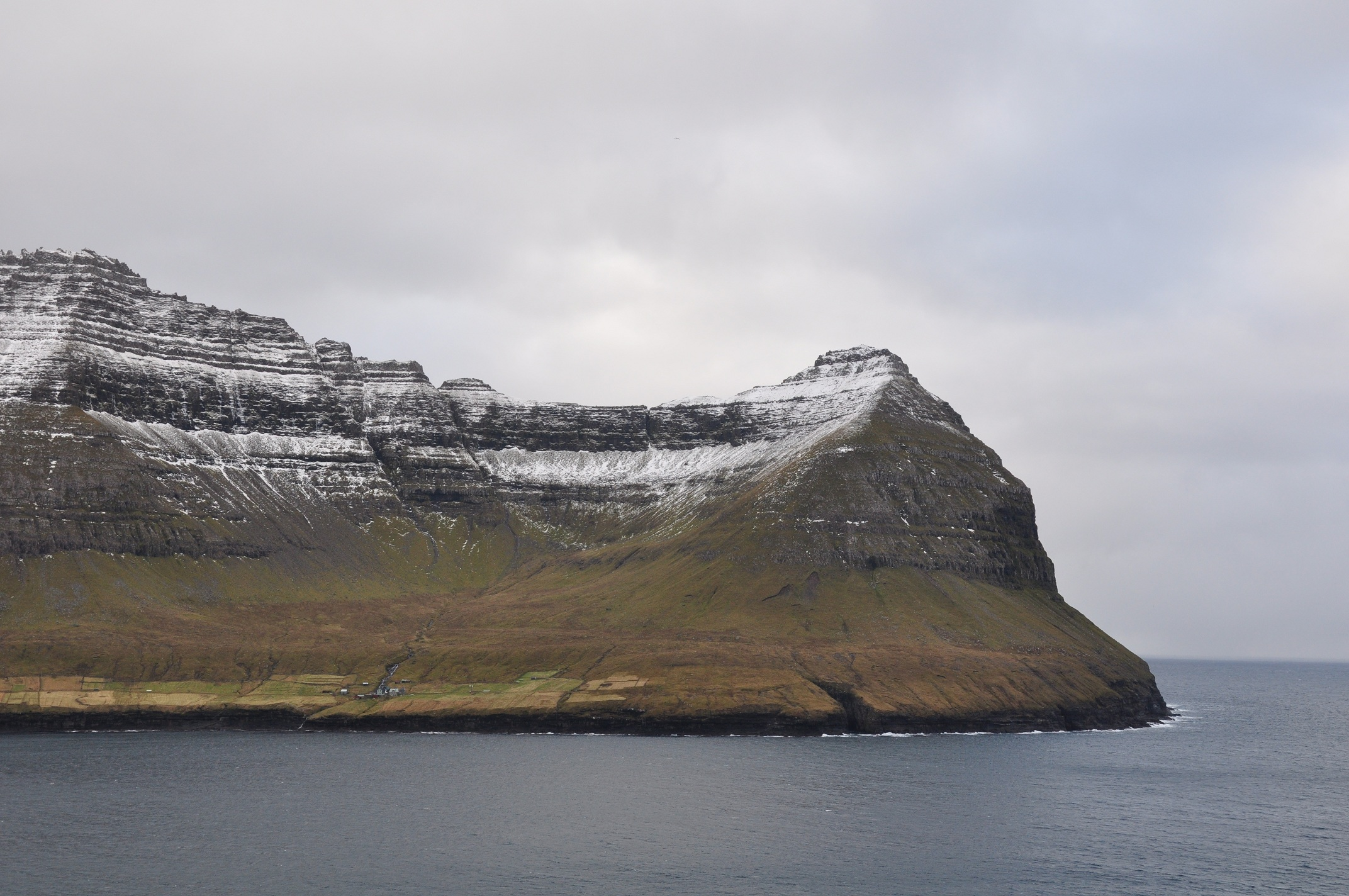
Das verlassene Dorf Múli im Norden von Borðoy zu Füßen zweier Gipfel. Rechts im Bild der 535 Meter hohe Tindur. Links im Bild der 642 Meter hohe Berg Knúkur.

Múli [ˈmʉulɪ] (dänisch: Mule) ist ein ehemals bewohnter Ort der Färöer auf der Insel Borðoy, der größten der sechs Nordinseln.

## Geographie

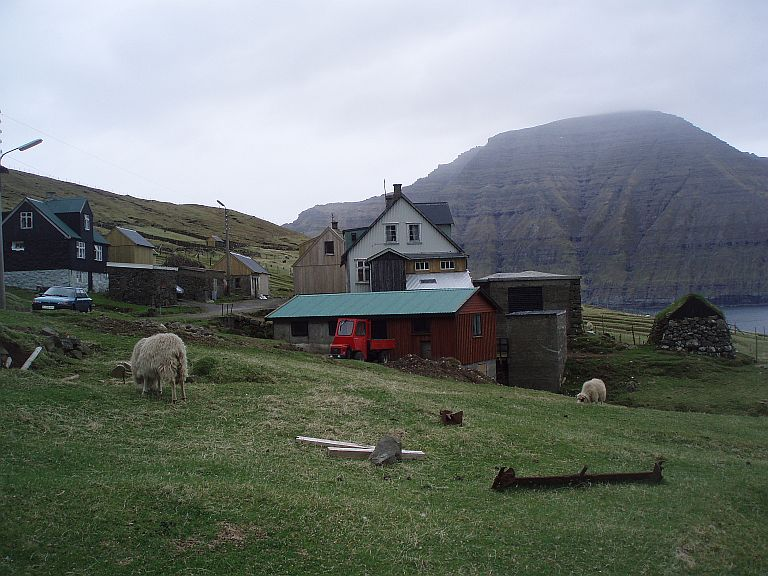
Häuser in Múli

Der Ort liegt im äußersten Norden an der Ostküste Borðoys, am Fuß zweier Gipfel, des 642 Meter hohen Knúkur und des 535 Meter hohen Tindur. Die Schlucht zwischen diesen beiden Gipfeln wird Múlagjógv genannt.
Múli gehört zur färöischen Gemeinde Hvannasund (Hvannasunds kommuna) und führt die Postleitzahl FO-737. Anfang 2007 lebten noch drei Menschen im Ort, die Zahl der Einwohner nahm jedoch in den darauf folgenden Jahren stetig ab. Seit 2015 ist der Ort offiziell unbewohnt, wird aber als Sommer- und Freizeitverbleib weiterhin genutzt.

## Geschichte
Die Gegend um Múli muss schon sehr früh besiedelt gewesen sein. Darauf deutet beispielsweise das südlich von Múli gelegene Tal Ærgisdalur hin. Der Wortbestandteil Ærgis- ist ein sprachliches Denkmal für eine im 12. Jahrhundert aufgegebene, typische Form der Sommerweidewirtschaft, die über das Mittelalter auch in Irland und Schottland verbreitet war.

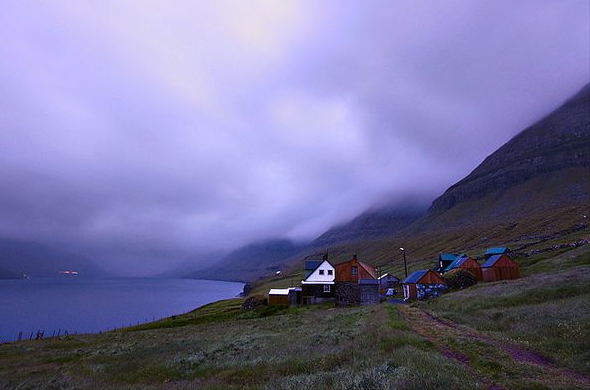
Múli um Mitternacht im Sommer.

Die Besiedlung von Múli selbst kann bis zurück ins 13. Jahrhundert datiert werden. Der Ort ist wohl nach dem gebirgigen Landende Múlin benannt, an dessen Fuß das Dorf gelegen ist. Die eigentliche Bedeutung des Wortes múli für das Maul oder die Schnauze eines Tieres wird auf die Färöern des Öfteren bildlich übertragen für ein bergiges Landende verwendet.
Erstmals in schriftlichen Dokumenten erwähnt wird der Ort um 1350 bis 1400 im sogenannten Hundebrief. Auch im königlichen Güterverzeichnis von 1584, dem sogenannten Jarðarbókin, wird Múli  aufgeführt.
Bekannteste historische Gestalt des Ortes ist wohl Guttormur í Múla, ein Sohn von Rasmus Magnussen und Enkel von Magnus Heinason. Guttormur stammte ursprünglich aus Haraldssund und lebte von 1657 bis 1737.
Schulunterricht wurde erst ab 1835 in Múli erteilt, auch wenn bereits 100 Jahre zuvor Pläne in dieser Richtung gemacht worden waren. Múli erhielt erst 1970 als letzter Ort des Archipels Elektrizität. Es wurde später durch die Straße 743 mit Norðdepil verbunden, um die drohende Entvölkerung aufzuhalten. Jedoch galt Múli bereits 2002 als verlassen, obwohl hier 2008 noch 3 Einwohner gemeldet waren. Im Sommer nutzen aber einige ehemalige Bewohner ihre alten Häuser als Ferienwohnungen.
Im Freilichtmuseum des Dänischen Nationalmuseums nördlich von Kopenhagen befinden sich zwei alte Häuser aus Múli, die dorthin geschafft und wieder aufgebaut wurden.
Seit 2006 bekommen alle Häuser auf den Färöern eindeutige Adressen mit Straßennamen und Hausnummern. Im Jahr 2007 erhielten auch die vier Häuser in Múli Adressen (Múlavegur 1, 2, 3 und 4).

## Bilder

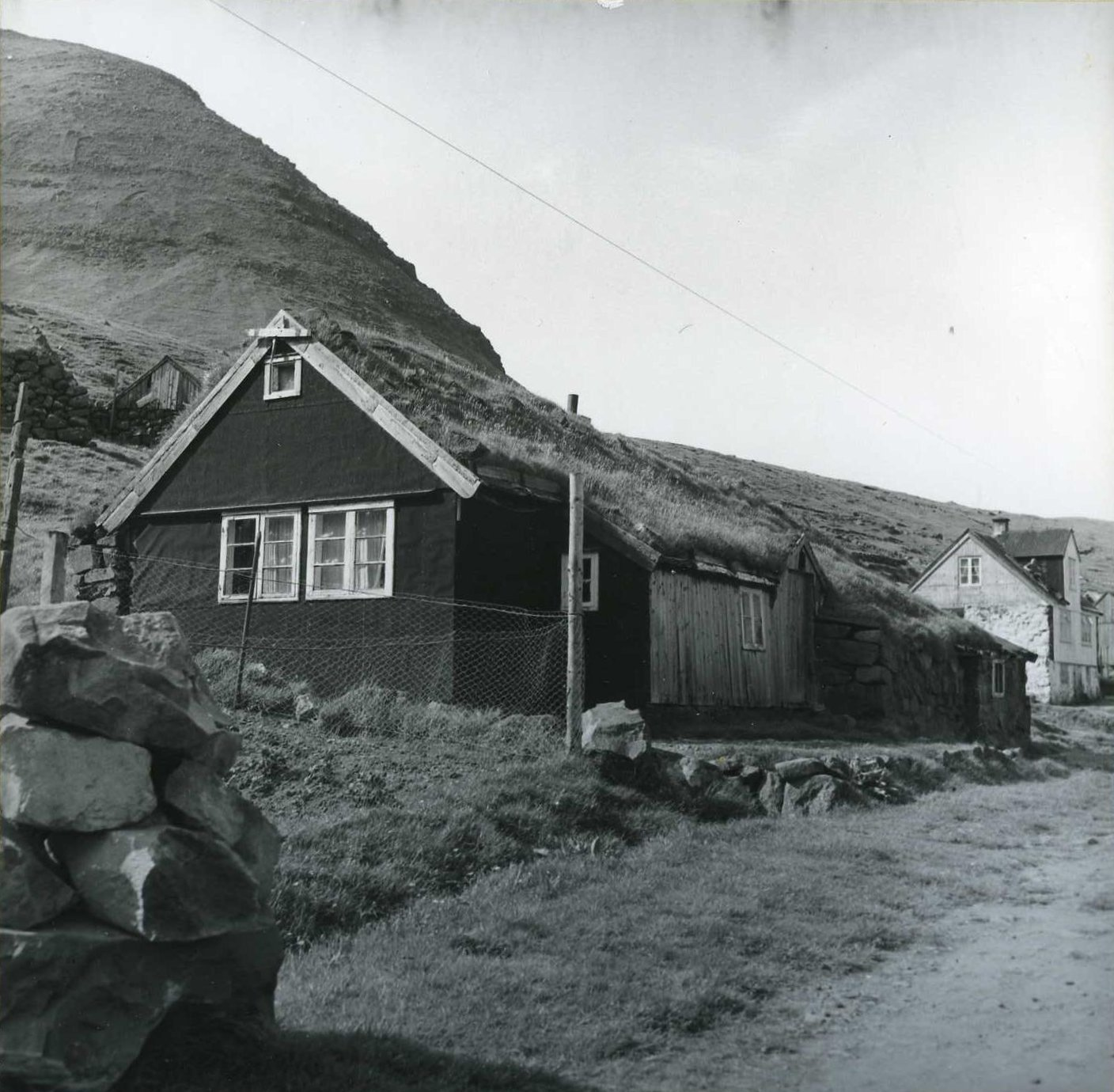
Das Haus „Har Frammi“ in Múli im Jahr 1961 kurz vor der Abtragung. Das Haus wurde Stein für Stein und Brett für Brett abgetragen und später in einem Freilichtmuseum in Dänemark wieder aufgebaut.
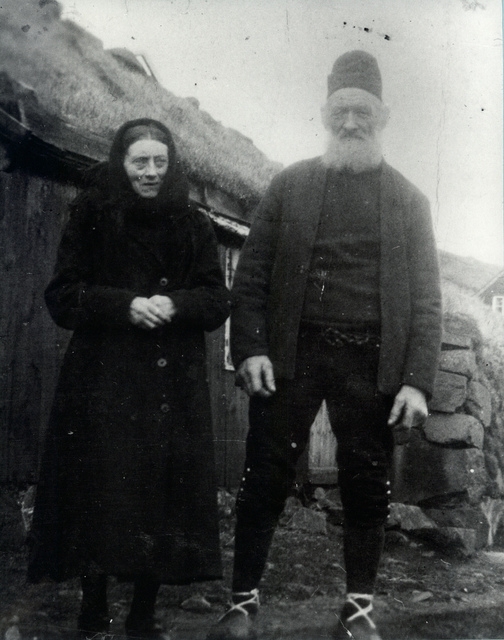
Die Bewohner vor dem Haus „Har Frammi“ in Múli um 1940.
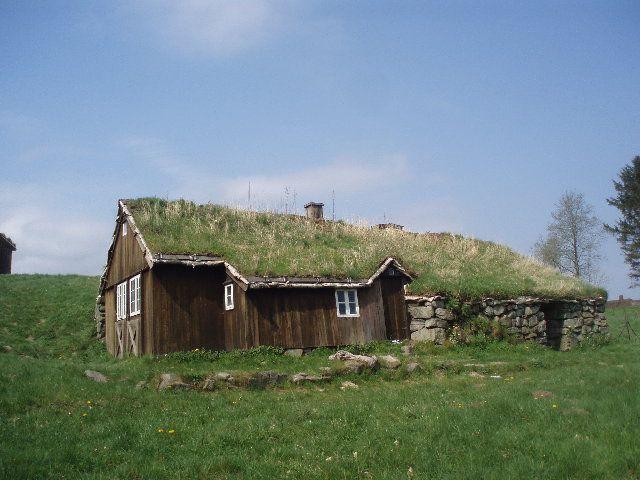
Das Haus „Har Frammi“ an seinem heutigen Standort nördlich von Kopenhagen.
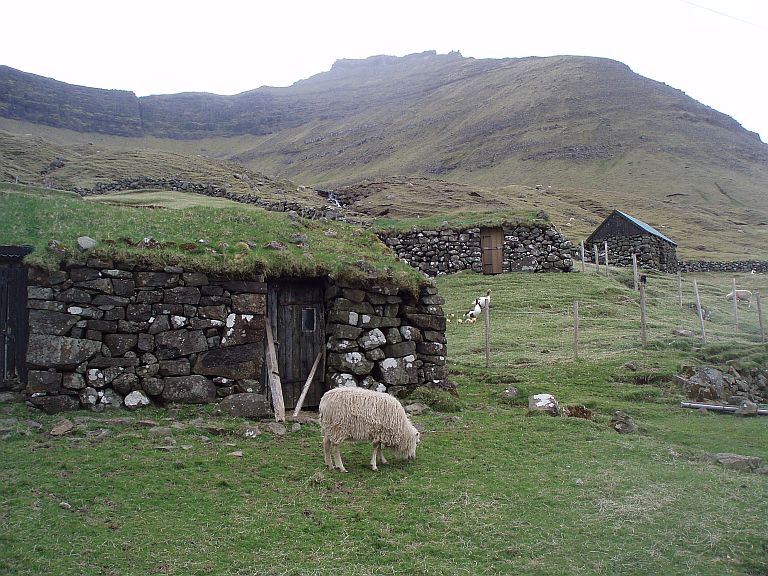
Noch im Jahr 2008 genutzte Ställe in Múli.
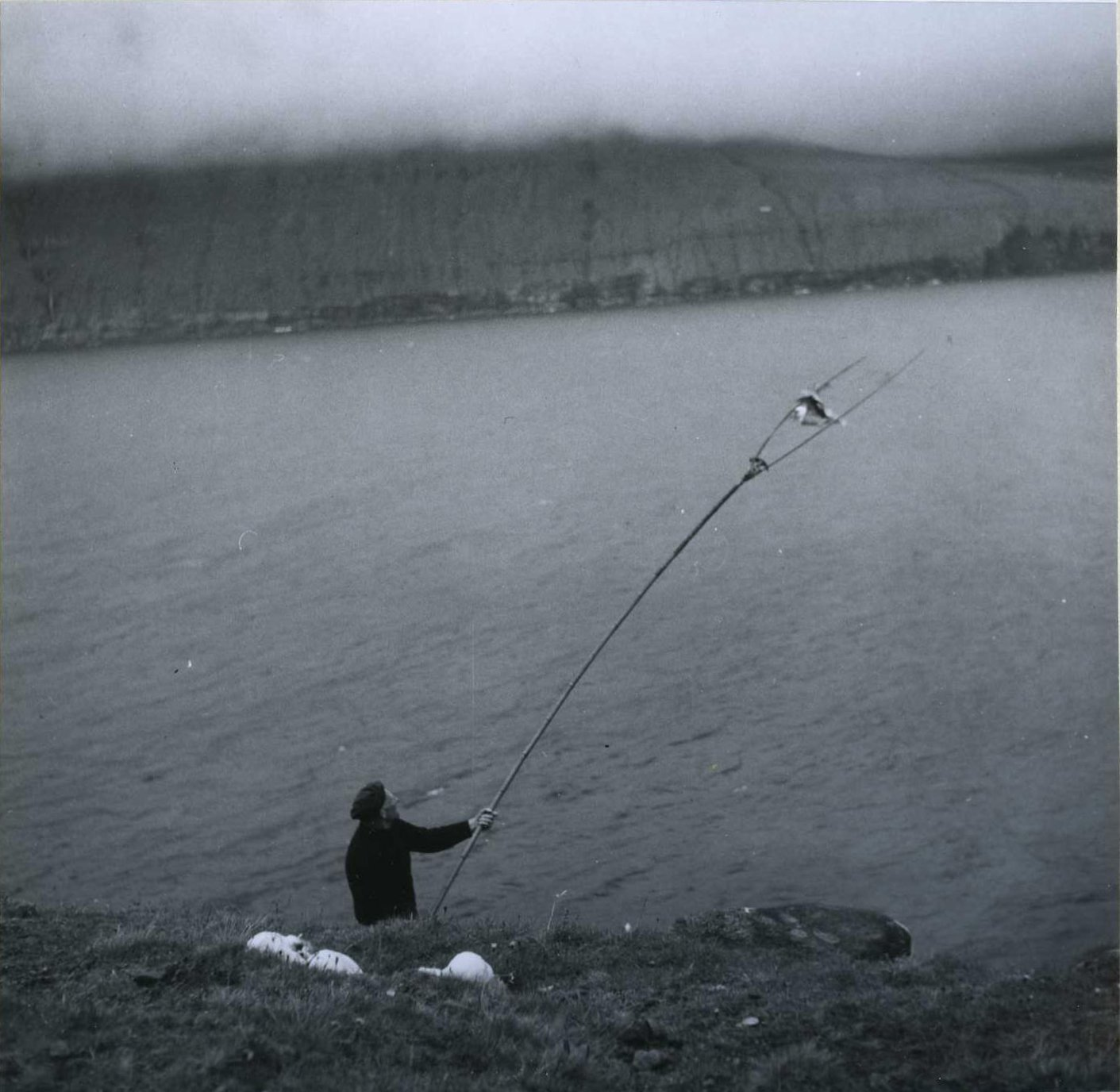
Ein Färinger beim Fangen eines Eissturmvogels (havhestur) mit der sogenannten „fleygastong“ nördlich von Múli im Jahr 1961.

## Sonstiges

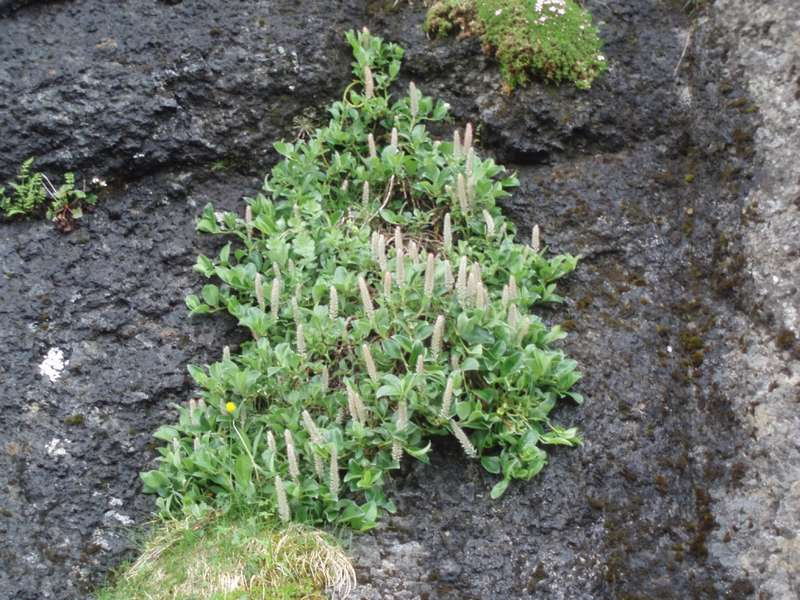
Arktische Weide auf Kunoy.

In der felsigen Umgebung von Múli finden sich noch Rückzugsorte der ansonsten auf den Färöern selten gewordenen Arktische Weide (Salix arctica). Die Pflanze verträgt den Verbiss durch Schafe nicht gut.